# 中村知子
中村知子（1983年9月16日—），出生於日本三重縣，日本女性聲優。隷屬於賢Production。身高156cm，血型AB型，星座處女座。

## 演出作品

### 電視動畫
2005年
- BLOOD+

2007年
- 王牌投手 振臂高揮（無名〈女學生〉）#1、25
- 守護甜心（結木彌耶）
- 竹劍少女（野村）

2008年
- 我的狐仙女友（女學生）
- 食靈-零-（女性）
- 神薙（女學生）
- 守護甜心！！心跳（結木彌耶）
- 二十面相少女（女中A）
- 北斗神拳 羅王外傳 天之霸王（女子）
- 夜櫻四重奏（言葉的朋友）

2009年
- 青之花（三浦香織）
- 我家3姊妹（中村、妹）
- 夏日風暴！（女學生C、女學生2）
- Battle Spirits 少年激霸彈
- 鬍子小雞（莉緒）
- 白色相簿（看護師）

2010年
- 屍鬼（國廣綠）
- 吸血鬼同盟（女高中生A）
- 鶺鴒女神～Pure Engagement～（壹哉）
- 百花繚亂 SAMURAI GIRLS（上級生A）
- 大小姐×執事！（女學生A）

2011年
- 魔法少女小圓（看護婦A）
- 反斗小王子（迷）
- 聖痕鍊金士II（學生A）
- 「C」（女警、主婦、新聞播報員）

2012年
- 加速世界（看護師）
- 女王之刃 叛亂（兵士A）

2018年
- 紅蓮之王（森園英子）

### OVA
2014年
- Kiss×sis（三国美春[1]）※OAD第10話

### 遊戲
- 守護甜心系列（結木彌耶）
- 涼宮春日的並列（乘務員）
- 毛線卡比（毛線王子 ）

### 外語片配音
- 三劍俠（侍女）
- 尼基塔（伊莉娜）

## 外部連結
- （日語）しるこ的日常（页面存档备份，存于）
- （日語）事務所官方簡歷
- 中村知子的X（前Twitter）

1. ↑  . 《Kiss×sis》動畫版官方網站.   [2014-10-29]. （原始内容存档于2014-10-19）.